# Nosodendron laosense
Nosodendron laosense is een keversoort uit de familie van de boomsapkevers (Nosodendridae). De wetenschappelijke naam van de soort is voor het eerst geldig gepubliceerd in 2007 door Háva.
De soort komt voor in Laos.